# Sphiggurus ichillus
Espèce
Statut de conservation UICN

 DD  : Données insuffisantes
Sphiggurus ichillus est une espèce qui fait partie des rongeurs de la famille des Erethizontidae appelés porcs-épics préhensiles. Ces porcs-épics sont endémiques de l'Équateur. Ce sont des animaux terrestres arboricoles dont on sait peu de choses car ils sont rarement observés.
Cette espèce a été décrite pour la première fois en 2001 par le zoologiste américain Robert S. Voss et son homologue brésilienne Maria N. F. da Silva.